# John Cassels
John William Scott Cassels, auch Ian Cassels, (* 11. Juni 1922 in Durham; † 27. Juli 2015) war ein britischer Mathematiker, der sich mit Zahlentheorie und arithmetisch-algebraischer Geometrie beschäftigte.
Cassels, dessen Vater die Landwirtschaft im County Durham beaufsichtigte, ging in Durham und Edinburgh zur Schule und studierte an der Universität Edinburgh (Master-Abschluss 1943) und an der University of Cambridge (Trinity College), wo er 1949 bei Louis Mordell promoviert wurde. Dazwischen arbeitete er während des Zweiten Weltkrieges wie viele andere Mathematiker am Enigma-Entzifferungsprojekt in Bletchley Park. Im Jahr 1949 wurde er zum Fellow des Trinity College ernannt. Cassels war dann Lecturer in Manchester und ab 1950 in Cambridge, wo er 1963 Reader in Arithmetik wurde. 1967 wurde er Sadleirian Professor für Reine Mathematik in Cambridge. Ab 1969 war er auch Vorsitzender der Fakultät für Reine Mathematik und mathematische Statistik in Cambridge, was er bis zu seiner Emeritierung 1984 blieb.
Cassels arbeitete unter anderem über die Geometrie der Zahlen, rationale quadratische Formen, die Arithmetik elliptischer Kurven (eine Serie von Arbeiten Arithmetic of Curves of Genus 1 im Journal of the London Mathematical Society und im Journal für die reine und angewandte Mathematik 1959 bis 1965), diophantische Approximation und lokale Körper. Er bewies beispielsweise, dass die Ordnung der Tate-Shafarevich-Gruppe eine Quadratzahl ist, falls sie endlich ist.
Cassels war seit 1963 Mitglied („Fellow“) der Royal Society, deren Sylvester-Medaille er 1973 erhielt. 1976 bis 1978 war er Präsident der London Mathematical Society, deren De-Morgan-Medaille er 1986 erhielt. Seit 1981 war er Fellow der Royal Society of Edinburgh. 1978 bis 1982 war er im Rat der Internationalen Mathematischen Union. 1974 bis 1978 war er Vizepräsident der Royal Society in London. 1970 war er Gastredner auf dem Internationalen Mathematikerkongress in Nizza (On cubic trigonometric sums).

## Schriften
- An Introduction to Diophantine approximation (= Cambridge Tracts in Mathematics and Mathematical Physics. 45, ISSN 0068-6824). Cambridge University Press, Cambridge 1957, (Nachdruck: Hafner, New York NY 1972).
- An introduction to the geometry of numbers (= Grundlehren der mathematischen Wissenschaften. 99). Springer, Berlin u. a. 1959, (2nd printing, corrected. ebenda 1971, ISBN 3-540-02397-6).
- Arithmetic on an elliptic curve. In: Proceedings of the International Congress of Mathematicians, Saltsjöbaden near Stockholm, 15–22 August 1962. Institut Mittag-Leffler, Djursholm 1963, S. 234–246, (Digitalisat).
- Diophantine equations with special reference to elliptic curves. In: Journal of the London Mathematical Society. Band 41, 1966, S. 193–291, doi:10.1112/jlms/s1-41.1.193.
- als Herausgeber mit Albrecht Fröhlich: Algebraic Number Theory. Proceedings of an Instructional Conference organized by the London Mathematical Society (a NATO Advanced Study Institute) with the Support of the International Mathematical Union. Academic Press, New York NY 1967.
- Rational quadratic forms (= LMS Monographs. 13). Academic Press, London u. a. 1978, ISBN 0-12-163260-1.
- Rationale Quadratische Formen. In: Jahresbericht der Deutschen Mathematiker-Vereinigung. Band 82, Nr. 2, 1980, S. 81–93.
- Economics for mathematicians (= London Mathematical Society. Lecture Note Series. 62). Cambridge University Press, Cambridge u. a. 1981, ISBN 0-521-28614-X.
- Local Fields (= London Mathematical Society Student Texts. 3). Cambridge University Press, Cambridge u. a. 1986, ISBN 0-521-30484-9.
- Lectures on Elliptic Curves (= London Mathematical Society Student Texts. 24). Cambridge University Press, Cambridge u. a. 1991, ISBN 0-521-41517-9.
- mit Eugene Victor Flynn: Prolegomena to a Middlebrow Arithmetic of Curves of Genus 2 (= London Mathematical Society. Lecture Note Series. 230). Cambridge University Press, Cambridge u. a. 1996, ISBN 0-521-48370-0.